# Lew Tichomirow
Lew Tichomirow ros. Лев Александрович Тихомиров (ur. 1852, zm. 10 października 1923) – rosyjski rewolucjonista i terrorysta, później konserwatywny filozof rosyjski.

## Życiorys
W latach 70. XIX wieku był członkiem ruchu narodnickiego. W roku 1873 był aresztowany i cztery lata spędził w Twierdzy Pietropawłowskiej. Po rozłamie w ruchu narodnickim stał się członkiem Narodnej Woli. Po zamordowaniu przez rewolucjonistów cara Aleksandra II uciekł na Zachód (Szwajcaria, Francja). Tam po jakimś czasie, zetknąwszy się z liberalizmem i z demokracją, zmienił poglądy na monarchistyczne i kontrrewolucyjne. Ogłosił to w roku 1888 broszurze Почему я перестал быть революционером (Dlaczego przestałem być rewolucjonistą). W 1888 uzyskał przebaczenie oraz zgodę cara Aleksandra III na powrót do Rosji. Od czasu powrotu do Rosji publikował teksty atakujące indywidualizm, parlamentaryzm, partie polityczne i liberalizm. Współpracował z pismami kulturalnymi i literackimi. Był autorem licznych książek poświęconych problematyce społecznej, historiozoficznej i religijnej. W 1905 wydał rozprawę O państwie monarchicznym, będące wykładem filozofii politycznej rosyjskiego carskiego samowładztwa. Po rewolucji 1917 pracował jako nauczyciel szkolny.